# بقلة يمانية
البَقْلَة اليَمَانِيَّة أو اليَرْبُوز أو الجَرْبُوز أو الكُسْتُج أو الصَدَح نبات من جنس القطيفة اسمه العلمي (باللاتينية: .Amaranthus blitum L).

## وصلات خارجية
- (بالإنجليزية) البقلة اليمانية على موقع بروتابايس.